# 大瀬子町
大瀬子町（おおせこちょう）は、愛知県名古屋市熱田区の地名。丁番を持たない単独町名である。住居表示未実施。

## 地理
名古屋市熱田区南部に位置する。東は須賀町、西は千年一丁目、南は神戸町、北は木之免町に接する。

## 歴史

### 町名の由来
熱田台地のくびれ状の場所であることに由来するという。

### 沿革
- 1871年（明治4年） - 茶屋町を編入する[3]。
- 1878年（明治11年）12月28日 - 愛知郡熱田村の一部により、同郡大瀬子町として成立[4]。
- 1889年（明治22年）10月1日 - 愛知郡熱田町大字大瀬子となる[4]。
- 1907年（明治40年）6月1日 - 名古屋市熱田大瀬子町となる[4]。
- 1908年（明治41年）4月1日 - 南区熱田大瀬子町となる[4]。
- 1937年（昭和12年）10月1日 - 熱田区熱田大瀬子町となる[4]。
- 1939年（昭和14年）12月15日 - 大瀬子町と改称[4]。
- 1981年（昭和56年）9月20日 - 木之免町・神戸町・須賀町の各一部を編入する[4]。また、一部が神戸町・大瀬子町・木之免町の各一部に編入される[4]。

### 字一覧

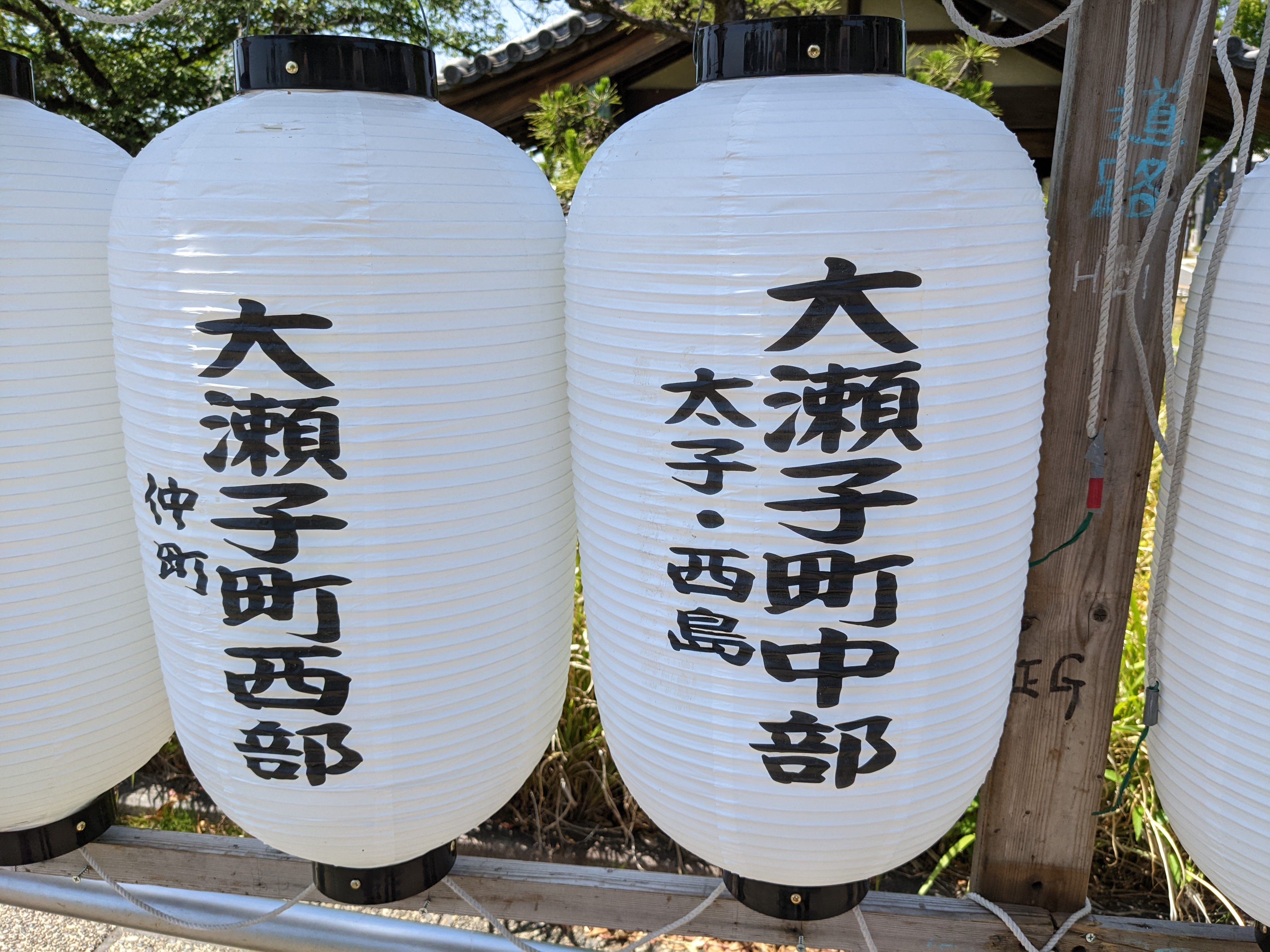
地区名として用いられている旧字名「太子」「西島」「仲町」。

かつて大瀬子町には小字が存在した。1882年時点で大瀬子町に存在した小字は以下の通り。なお小字はすべて消滅している。
| 字     | 読み       | 備考 |
| ------ | ---------- | ---- |
| 中町   | なかまち   |      |
| 茶屋町 | ちやまち   |      |
| 登リ   | のぼり     |      |
| 中瀬子 | なかせこ   |      |
| 太子   | たいし     |      |
| 西島   | にしじま   |      |
| 摂待   | せったい   |      |
| 大瀬子 | おおせこ   |      |
| 八ツ屋 | やつや     |      |
| 堀端   | ほりばた   |      |
| 横町   | よこちょ   |      |
| 殿屋敷 | とのやしき |      |
| 城之内 | しろのうち |      |
| 築地   | つきじ     |      |
| 袋町   | ふくろまち |      |

## 世帯数と人口
2018年（平成30年）12月1日現在の世帯数と人口は以下の通りである。
| 町丁     | 世帯数  | 人口  |
| -------- | ------- | ----- |
| 大瀬子町 | 244世帯 | 510人 |

### 人口の変遷
国勢調査による人口および世帯数の推移。
| 1995年（平成7年）  | 244世帯 624人 |  |
| 2000年（平成12年） | 255世帯 644人 |  |
| 2005年（平成17年） | 264世帯 646人 |  |
| 2010年（平成22年） | 245世帯 568人 |  |
| 2015年（平成27年） | 248世帯 531人 |  |

## 学区
市立小・中学校に通う場合、学校等は以下の通りとなる。また、公立高等学校に通う場合の学区は以下の通りとなる。
| 番・番地等 | 小学校               | 中学校             | 高等学校 |
| ---------- | -------------------- | ------------------ | -------- |
| 全域       | 名古屋市立白鳥小学校 | 名古屋市立宮中学校 | 尾張学区 |

## 施設
- 名古屋市熱田土木事務所[1]
- 軻具突智社[1]
- 真言宗豊山派等覚院[1]
- 浄土宗西山禅林寺派聖徳寺[1]
- 景清社[2]
- 三狐社[2]

- 軻具突智社
- 大瀬子公園

## その他

### 日本郵便
- 郵便番号 : 456-0045[WEB 3]（集配局：熱田郵便局[WEB 13]）。

### WEB
1. ↑  “愛知県名古屋市熱田区の町丁・字一覧”.   人口統計ラボ. 2017年7月23日閲覧。
2. 1 2  “町・丁目(大字)別、年齢(10歳階級)別公簿人口(全市・区別)”.   名古屋市 (2018年12月20日). 2019年1月6日閲覧。
3. 1 2  “郵便番号”.  日本郵便. 2019年1月6日閲覧。
4. ↑  “市外局番の一覧”.   総務省. 2019年1月6日閲覧。
5. ↑  名古屋市役所市民経済局地域振興部住民課町名表示係 (2015年10月21日). “熱田区の町名一覧”.   名古屋市. 2017年7月23日閲覧。
6. ↑  総務省統計局 (2014年3月28日). “平成7年国勢調査の調査結果(e-Stat) - 男女別人口及び世帯数 －町丁・字等” (CSV). 2021年7月20日閲覧。
7. ↑  総務省統計局 (2014年5月30日). “平成12年国勢調査の調査結果(e-Stat) - 男女別人口及び世帯数 －町丁・字等” (CSV). 2021年7月20日閲覧。
8. ↑  総務省統計局 (2014年6月27日). “平成17年国勢調査の調査結果(e-Stat) - 男女別人口及び世帯数 －町丁・字等” (CSV). 2021年7月21日閲覧。
9. ↑  総務省統計局 (2012年1月20日). “平成22年国勢調査の調査結果(e-Stat) - 男女別人口及び世帯数 －町丁・字等” (CSV). 2021年7月21日閲覧。
10. ↑  総務省統計局 (2017年1月27日). “平成27年国勢調査の調査結果(e-Stat) - 男女別人口及び世帯数 －町丁・字等” (CSV). 2021年7月21日閲覧。
11. ↑  “市立小・中学校の通学区域一覧”.   名古屋市 (2018年11月10日). 2019年1月14日閲覧。
12. ↑  “平成29年度以降の愛知県公立高等学校（全日制課程）入学者選抜における通学区域並びに群及びグループ分け案について”.   愛知県教育委員会 (2015年2月16日). 2019年1月14日閲覧。
13. ↑  郵便番号簿 平成29年度版 - 日本郵便. 2019年01月06日閲覧 (PDF)

### 書籍
1. 1 2 3 4 5 6  「角川日本地名大辞典」編纂委員会 1989, p. 1443.

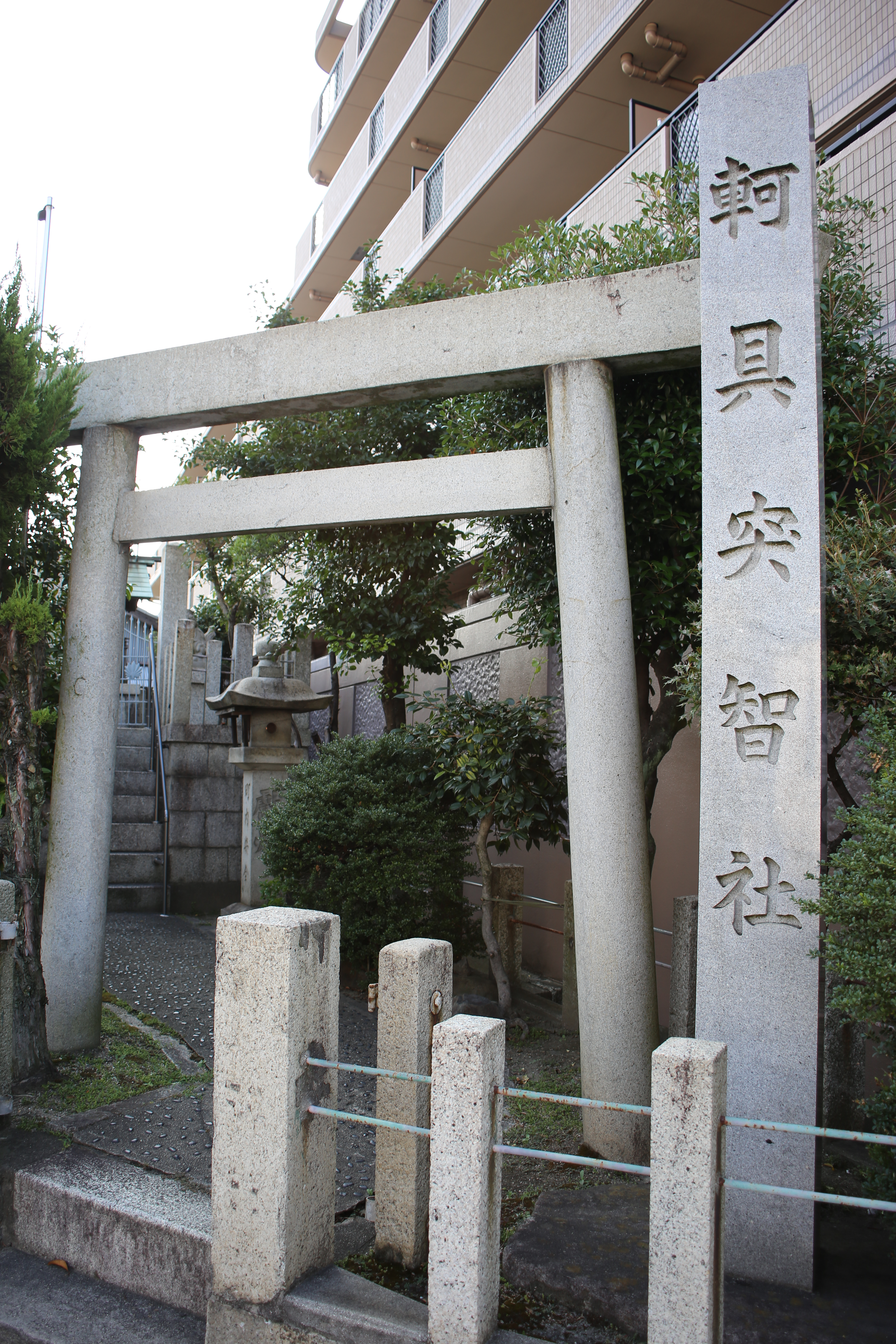
軻具突智社
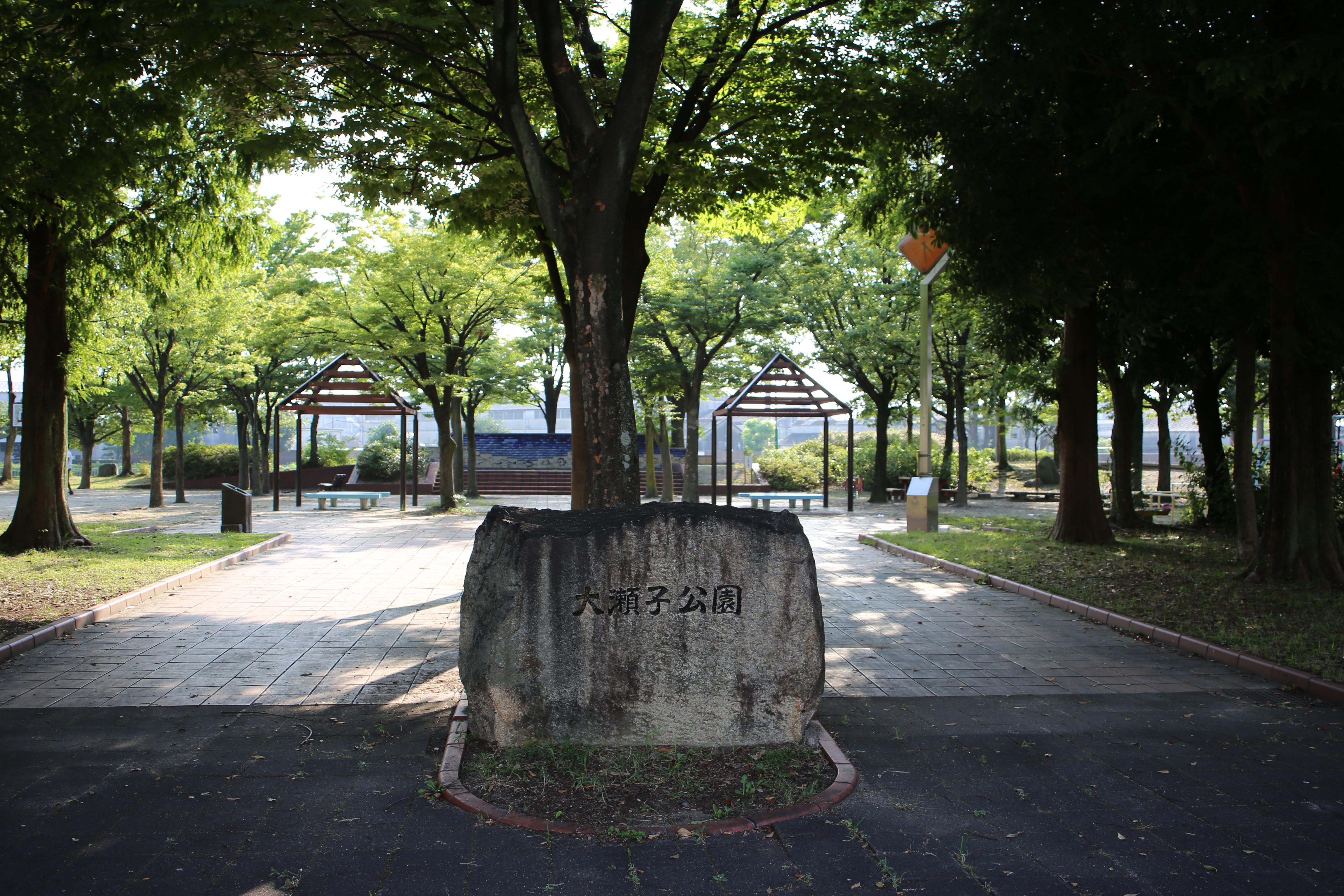
大瀬子公園

2. 1 2 3  名古屋市計画局 1992, p. 419.
3. ↑  「角川日本地名大辞典」編纂委員会 1989, p. 831.
4. 1 2 3 4 5 6 7 8  名古屋市計画局 1992, p. 812.
5. ↑  名古屋市計画局 1992, p. 902.